# Villeneuve-Saint-Germain
Villeneuve-Saint-Germain ist eine französische Gemeinde mit 2585 Einwohnern (Stand 1. Januar 2022) im Département Aisne in der Region Hauts-de-France. Sie gehört zum Arrondissement Soissons und zum Gemeindeverband GrandSoissons Agglomération.

## Geographie
Die Gemeinde Villeneuve-Saint-Germain liegt unmittelbar östlich von Soissons und hat den Charakter einer Vorstadt. Die nördliche Gemeindegrenze bildet eine Flussschleife der Aisne, die für die Schifffahrt durch einen Abkürzungskanal begradigt wurde. Nachbargemeinden von Villeneuve-Saint-Germain sind Bucy-le-Long im Nordosten, Venizel im Südosten, Billy-sur-Aisne im Süden sowie Soissons im Westen. In Villeneuve-Saint-Germain trifft die RN 31 auf die RN 2.

## Geschichte
Nach dem Gemeindenamen wurde die Villeneuve-Saint-Germain-Gruppe, eine Kulturgruppe der Jungsteinzeit, benannt.

### Bevölkerungsentwicklung
| Jahr                       | 1962 | 1968 | 1975 | 1982 | 1990 | 1999 | 2006 | 2013 | 2022 |
| Einwohner                  | 1850 | 2783 | 2919 | 2833 | 2580 | 2312 | 2401 | 2512 | 2585 |
| Quellen: Cassini und INSEE |      |      |      |      |      |      |      |      |      |

## Sehenswürdigkeiten

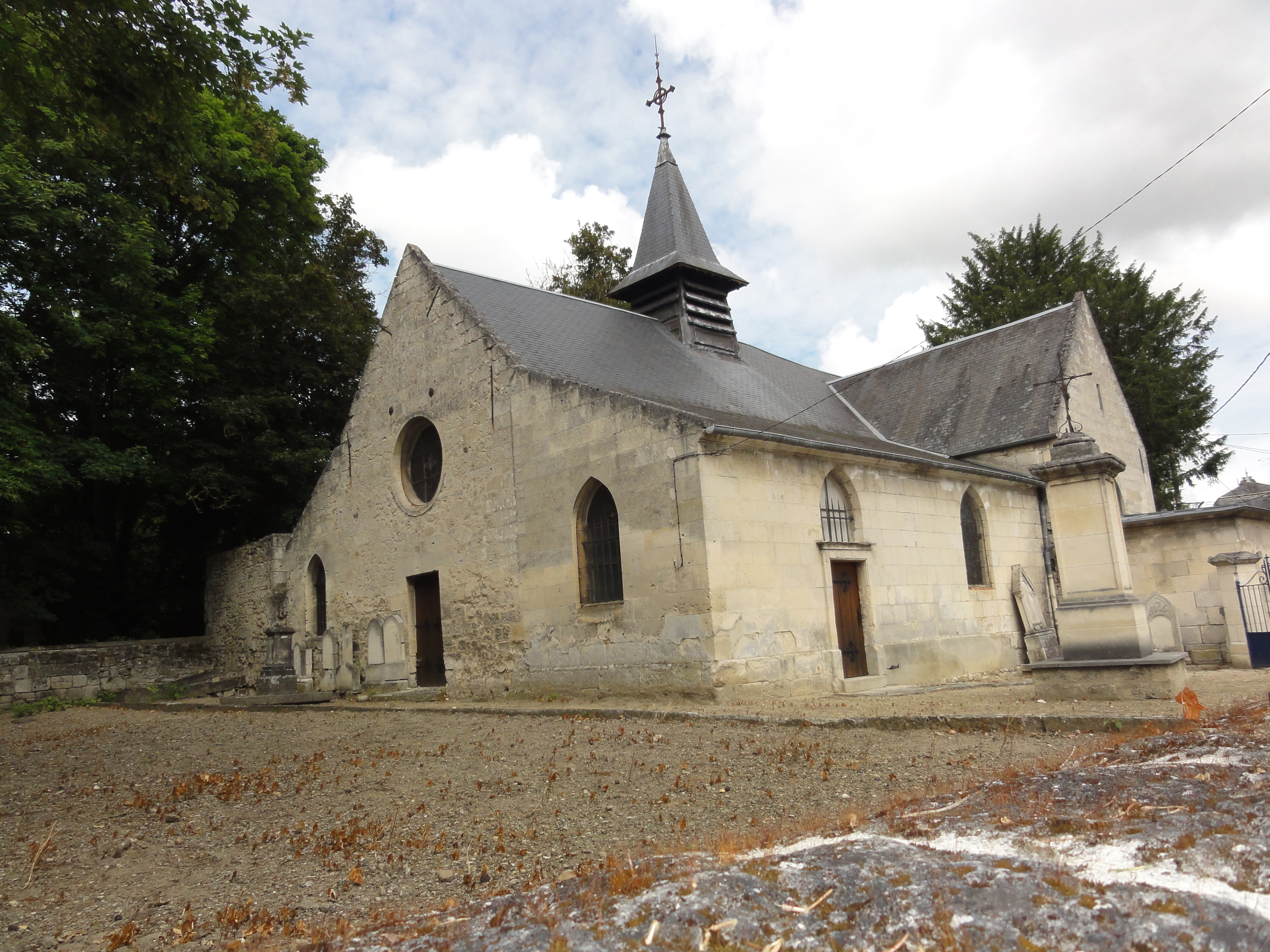
Kirche Saint-Germain
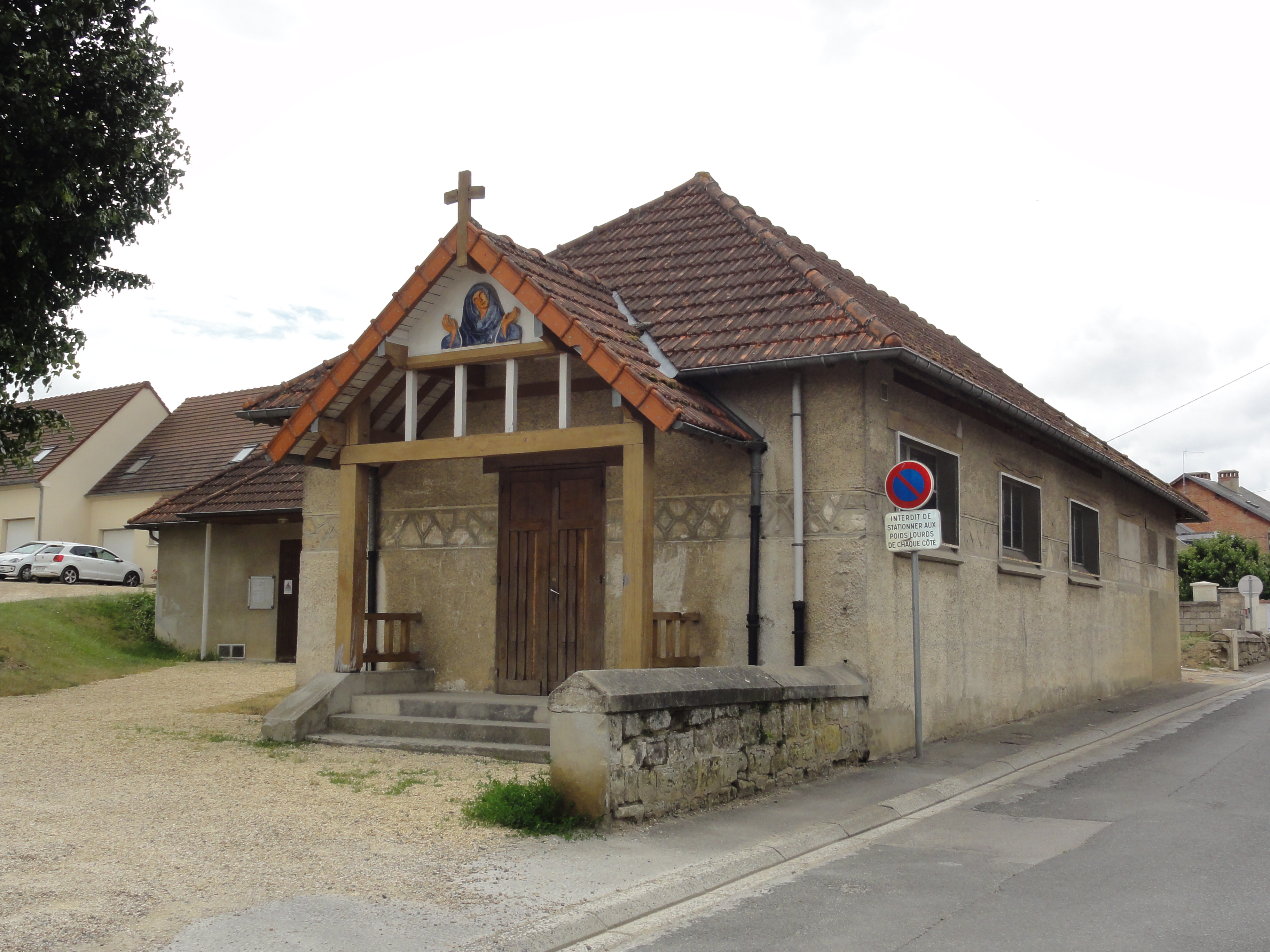
Kapelle Sainte-Marie
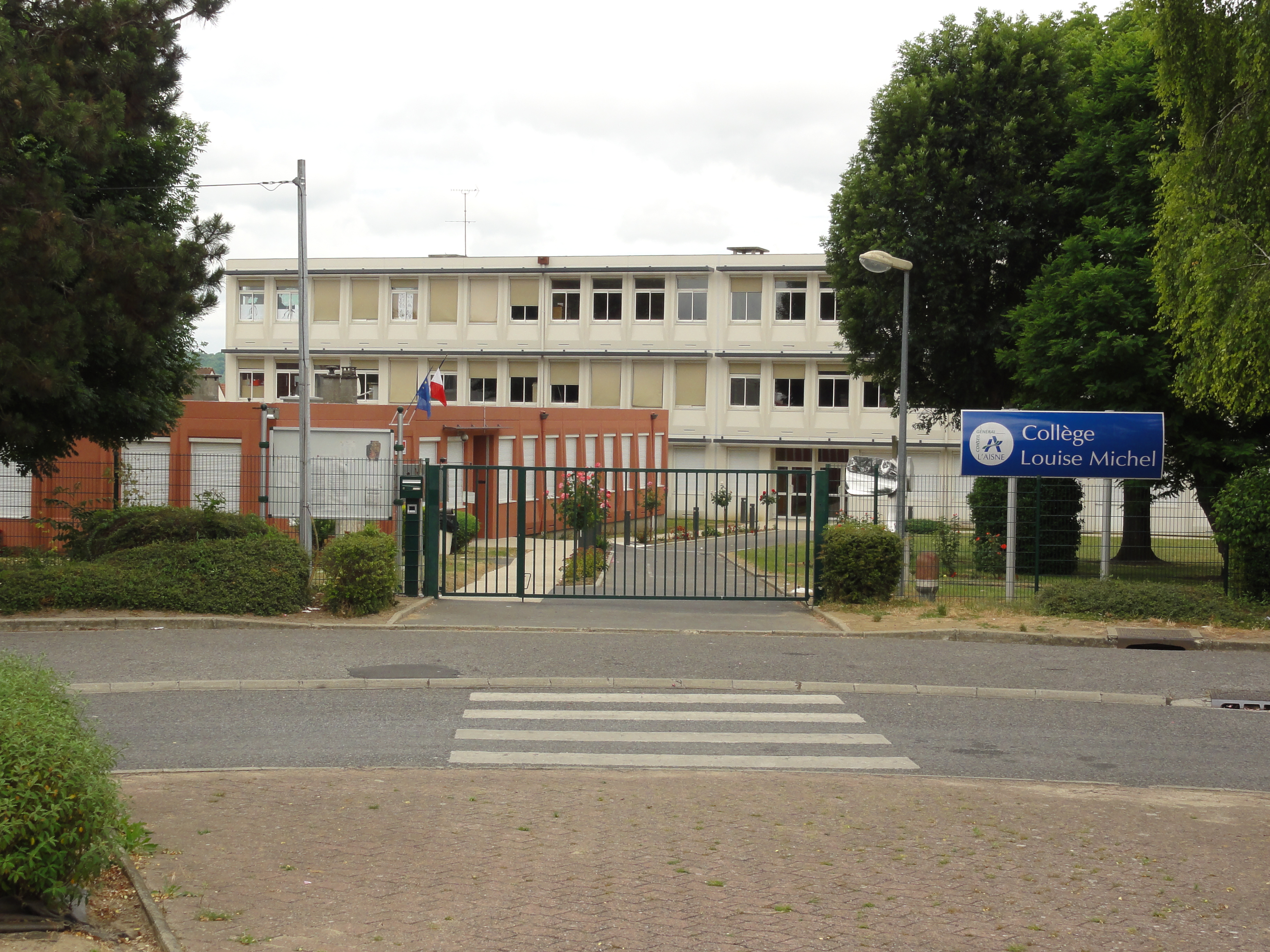
Collège „Louise Michel“
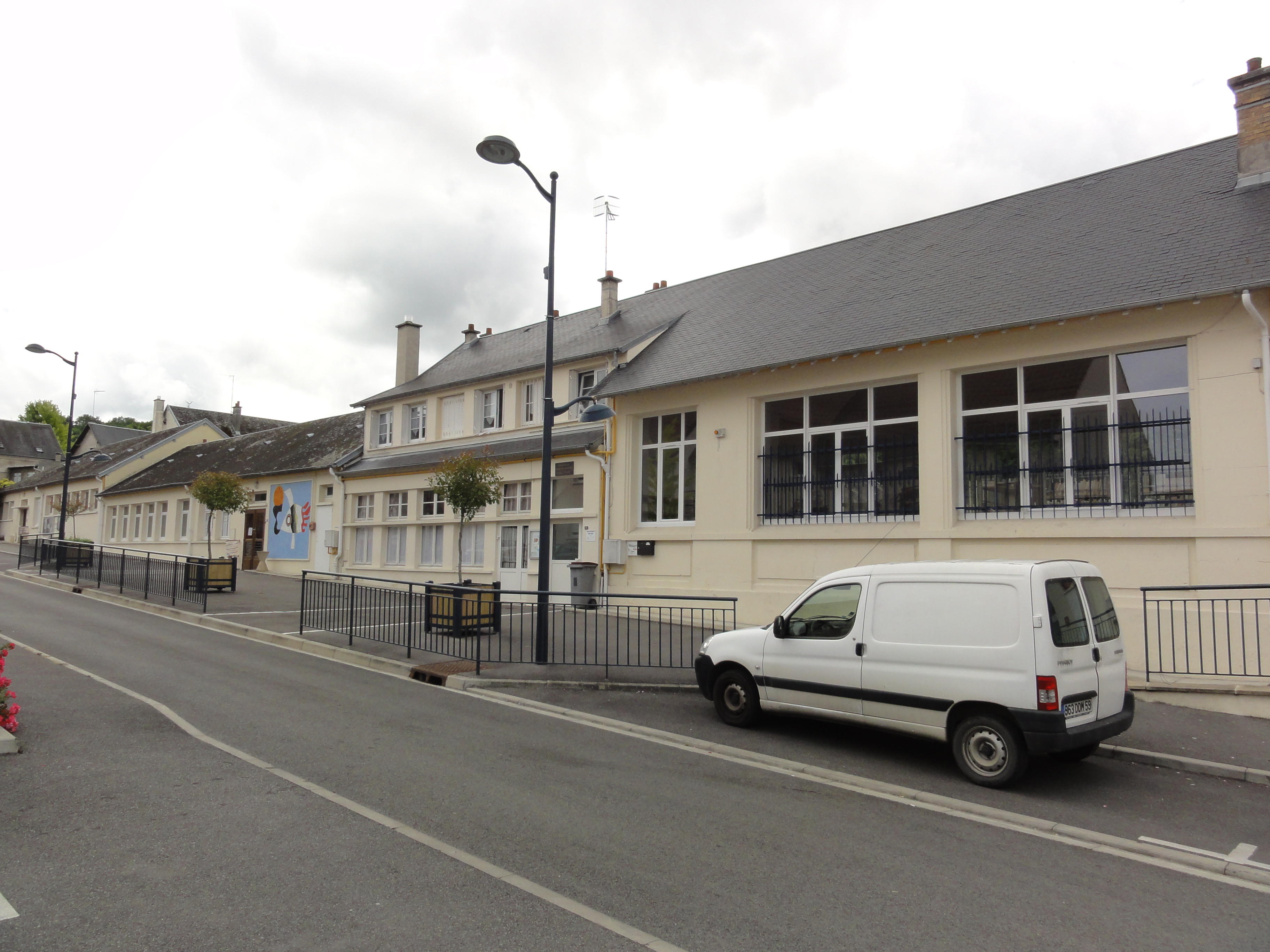
Schule und Bibliothek
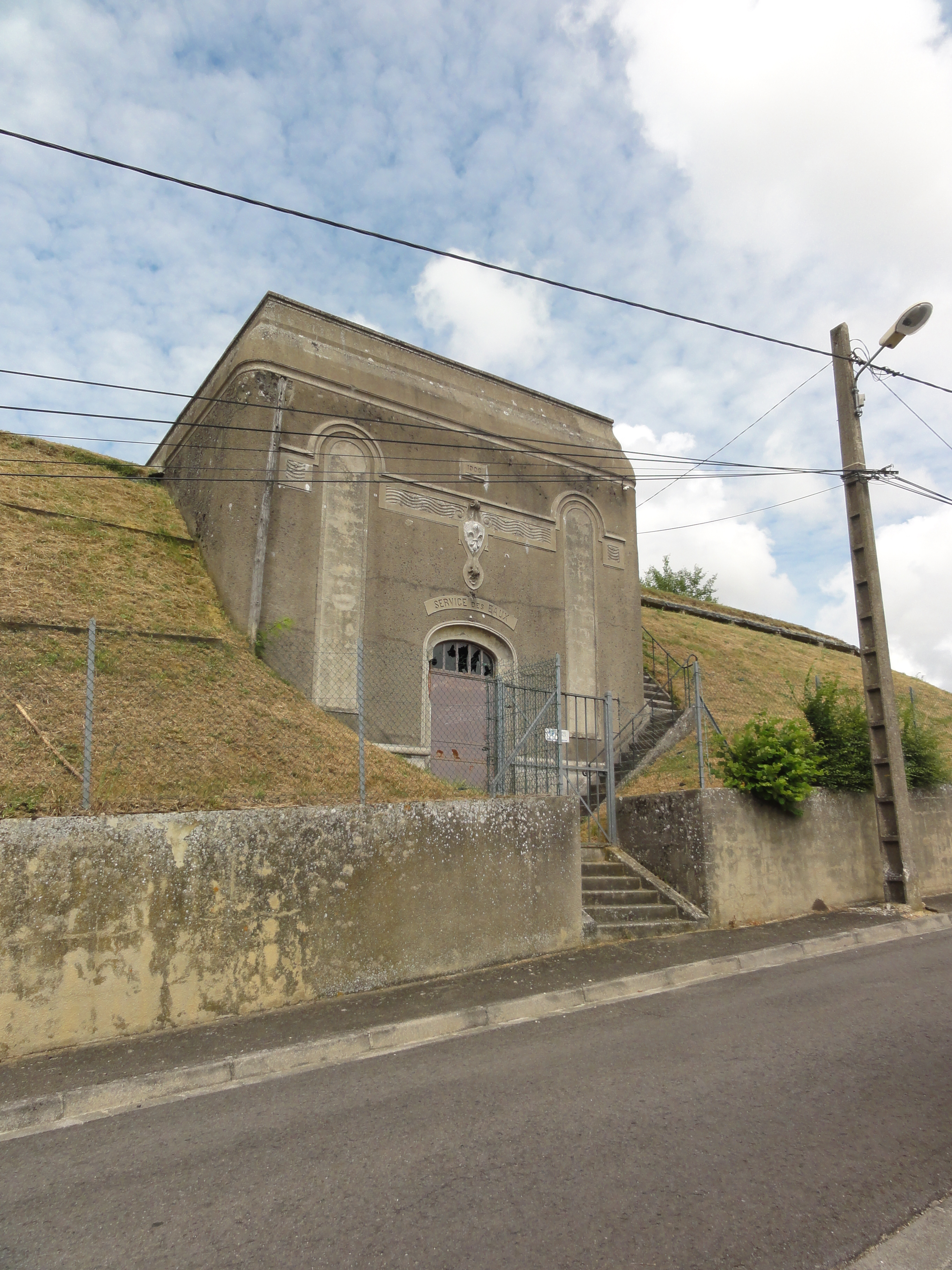
Wasserreservoir
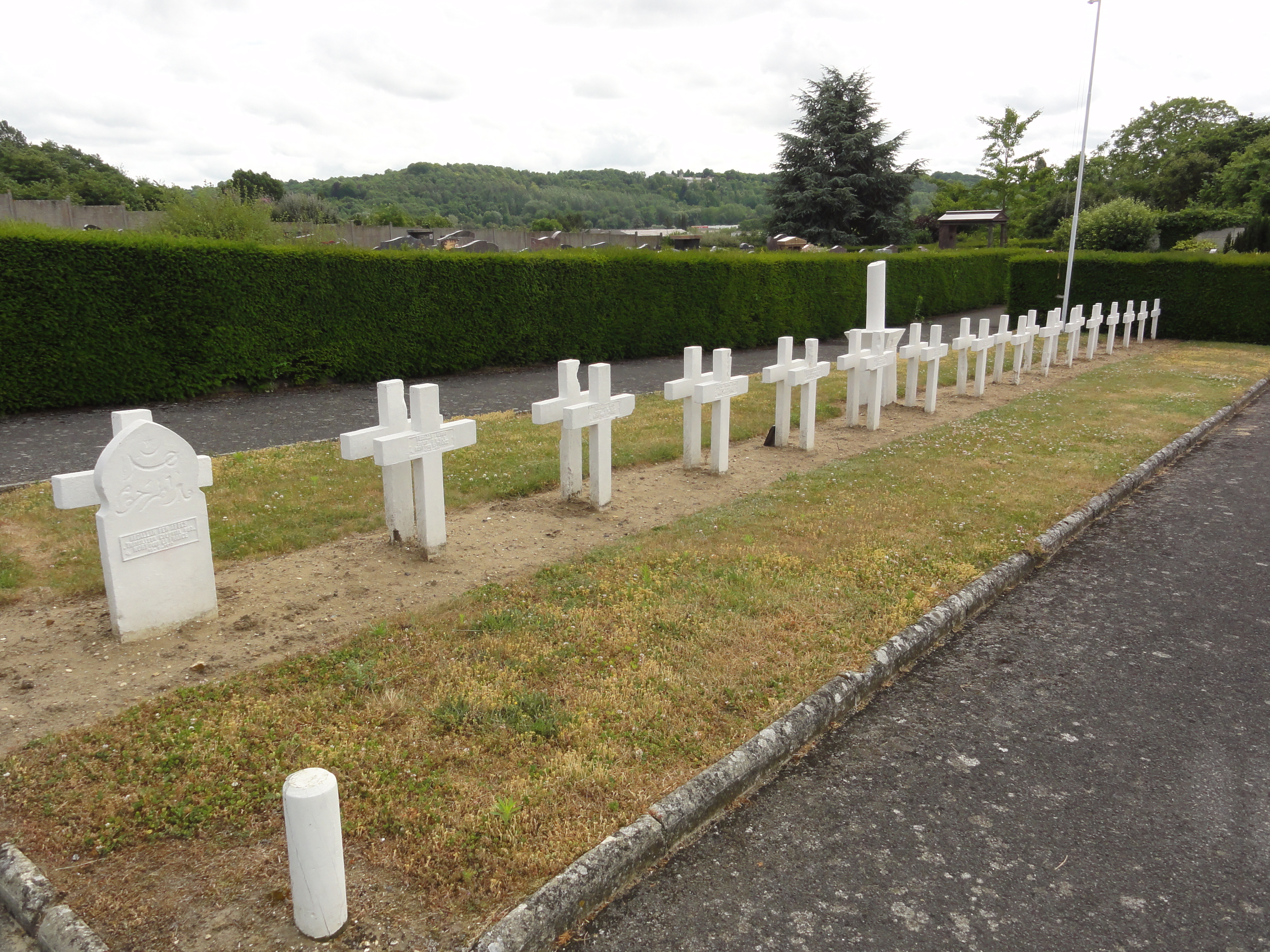
Militärischer Teil des Friedhofes

- Kirche Saint-Germain
- Kapelle Sainte-Marie
- Collège „Louise Michel“
- Schule und Bibliothek
- Wasserreservoir
- Militärischer Teil des Friedhofes